# Euspilapteryx aureola
Euspilapteryx aureola  (лат.) — вид бабочек из семейства моли-пестрянки. Был описан японским лепидоптерологом Тосио Куматой как единственный представитель монотипичного рода Eucalybites, который был  сведен в синонимы к Euspilapteryx.

## Ареал
Обитает в Японии на острове Хоккайдо и в России на Курильских островах.

## Описание
Размах крыльев 8-10 мм. Гусеницы питаются на Hypericum erectum и являются «минёрами» листьев. В раннем возрасте гусеницы являются листовыми минерами; в более позднем возрасте — образуют скрученные при помощи шелковых нитей листья. Кокон расположен на нижней поверхности листьев, формой напоминает лодку.